# Theo Helfrich
Theo Helfrich va ser un pilot de curses automobilístiques alemany que va arribar a disputar curses de Fórmula 1.
Helfrich va néixer el 13 de maig del 1913 a Frankfurt am Main i va morir el 29 d'abril del 1978 Ludwigshafen am Rhein.

## A la F1
Va debutar a la tercera temporada de la història del campionat del món de la Fórmula 1, la corresponent a l'any 1952, disputant el 3 d'agost el GP d'Alemanya, que era la sisena prova del campionat.
Theo Helfrich va arribar a participar en tres curses puntuables pel campionat de Fórmula 1, disputant la cursa disputada al seu país a les temporades 1952, 1953 i 1954.

## Resultats a la Fórmula 1
| Any  | Equip          | Xassís  | Motor   | 1   | 2   | 3   | 4   | 5   | 6       | 7      | 8   | 9   | Posició | Punts |
| ---- | -------------- | ------- | ------- | --- | --- | --- | --- | --- | ------- | ------ | --- | --- | ------- | ----- |
| 1952 | Theo Helfrich  | Veritas | Veritas | SUI | 500 | BEL | FRA | GBR | ALE Ret | HOL    | ITA |     | -       | 0     |
| 1953 | Theo Helfrich  | Veritas | Veritas | ARG | 500 | HOL | BEL | FRA | GBR     | ALE 12 | SUI | ITA | -       | 0     |
| 1954 | Theo Helfrich. | BMW     | BMW     | ARG | 500 | BEL | FRA | GBR | ALE Ret | SUI    | ITA | ESP | -       | 0     |

### Resum
| Curses: | Victòries: | Pòdiums: | Poles: | Voltes ràpides: | Punts: |
| ------- | ---------- | -------- | ------ | --------------- | ------ |
| 3       | 0          | 0        | 0      | 0               | 0      |